# Naturalisatiedag
Naturalisatiedag afholdes årligt i Nederlandene på Koninkrijksdag (15. december). Der afholdes naturalisationsceremonier, hvor folk er inviteret, der i løbet af året er blevet naturaliseret ved en ceremoni (kommuner skal siden 1. oktober 2006 mindst én gang per sjette uge overrække et naturalisationsdokument til de nye immigranter).
Den 24. juni 2005 besluttede ministerrådet, at denne dag skulle indføres. Ifølge regeringen burde Naturalisatiedag være en festdag for de nye nederlændere. Tidligere blev et dokument sendt til personen med posten. 

## Historie
Den første Naturalisatiedag var den 24. august 2006 (den 24. august 1815, blev den første forfatning i Kongeriget Nederlandene indført). Den obligatoriske naturalisationsceremoni trådte først i kraft per 1. oktober 2006, og i 2007 blev alle kommuner pålagt at afholde ceremonien for Naturalisatiedag. Da datoen falder i midten af sommerferieperioden, blev det i 2008 besluttet, at Naturalisatiedag skulle flyttes til 15. december, dagen hvor Koninkrijksdag også fejres.

## International
Også i andre lande afholdes en naturalisationsceremoni, hvor man ved ed lover at overholde landets love. I Usa afholdes ceremonien i løbet af Citizenship Day den 17. september. I 1787 blev landets forfatning for første gang underskrevet.